# Manordeilo and Salem
Manordeilo and Salem är en community i Storbritannien.   Den ligger i kommunen Carmarthenshire och riksdelen Wales, i den södra delen av landet, 270 km väster om huvudstaden London.
De största byarna är Manordeilo, Salem  och Cwmifor.